# Braunsia (insecto)
Braunsia es un género de himenópteros apócritos de los bracónidos. Contiene 75 especies: